# 美因巴赫河 (雷德尼茨河支流)
49°17′52″N 11°04′35″E / 49.297778°N 11.076355°E

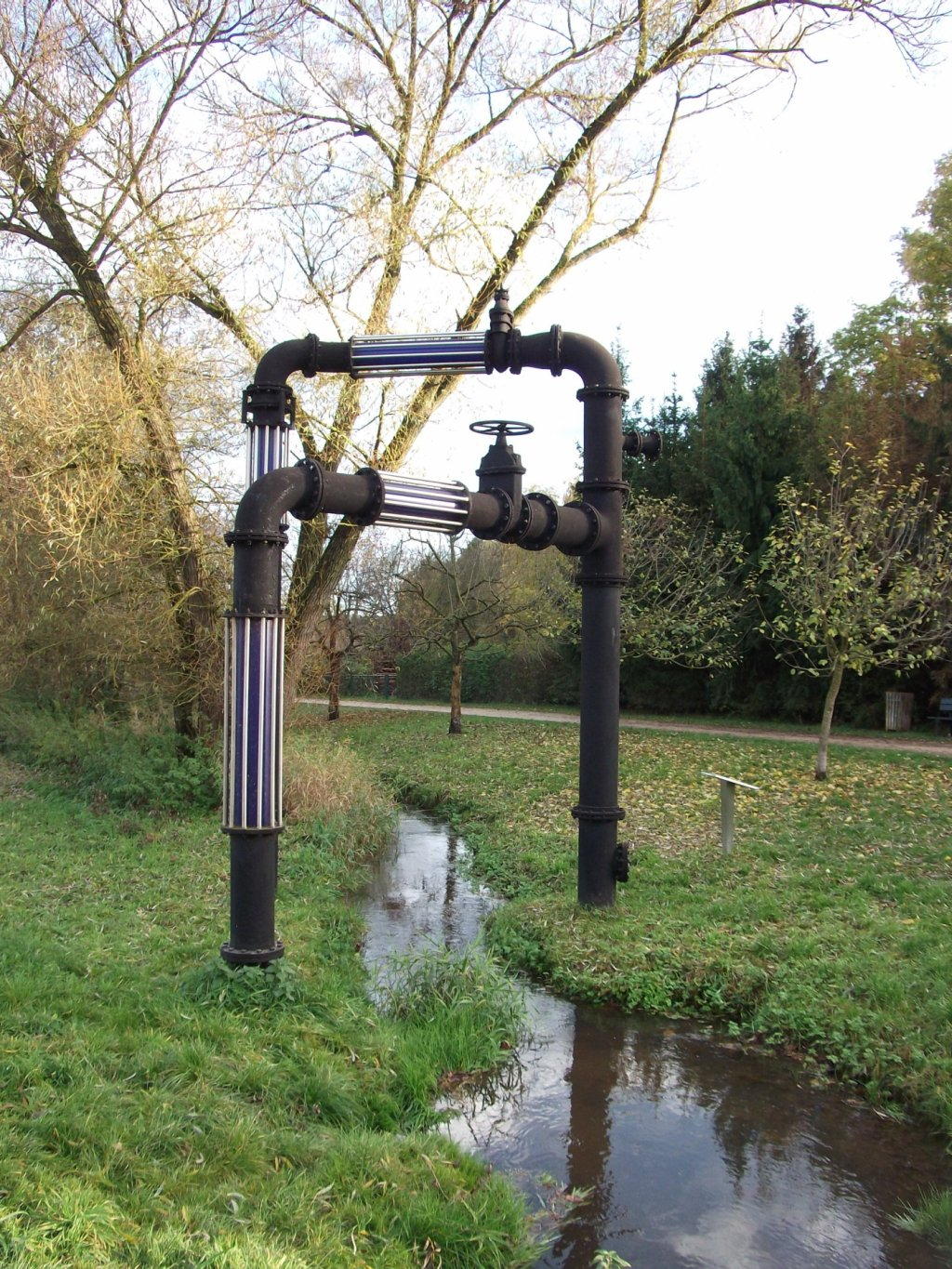

美因巴赫河（德語：Mainbach），是德國的河流，位於該國東南部，由巴伐利亞負責管轄，屬於雷德尼茨河的左支流，河道全長6.9公里，流域面積22.4平方公里。